# Blacklead Island
Blacklead Island är en ö i Kanada.   Den ligger i territoriet Nunavut, i den östra delen av landet, 2 300 km norr om huvudstaden Ottawa.
Trakten runt Blacklead Island är nära nog obefolkad, med mindre än två invånare per kvadratkilometer.